# Barrage de Tchirkeïsk
Le barrage de Tchirkeïsk (en russe : Чирке́йская гидроэлектроста́нция, Tchirkeïskaïa guidroelektrostantsia) est un barrage situé dans la république du Daghestan en Russie. Il alimente en eau une centrale hydroélectrique de 1 000 MW.

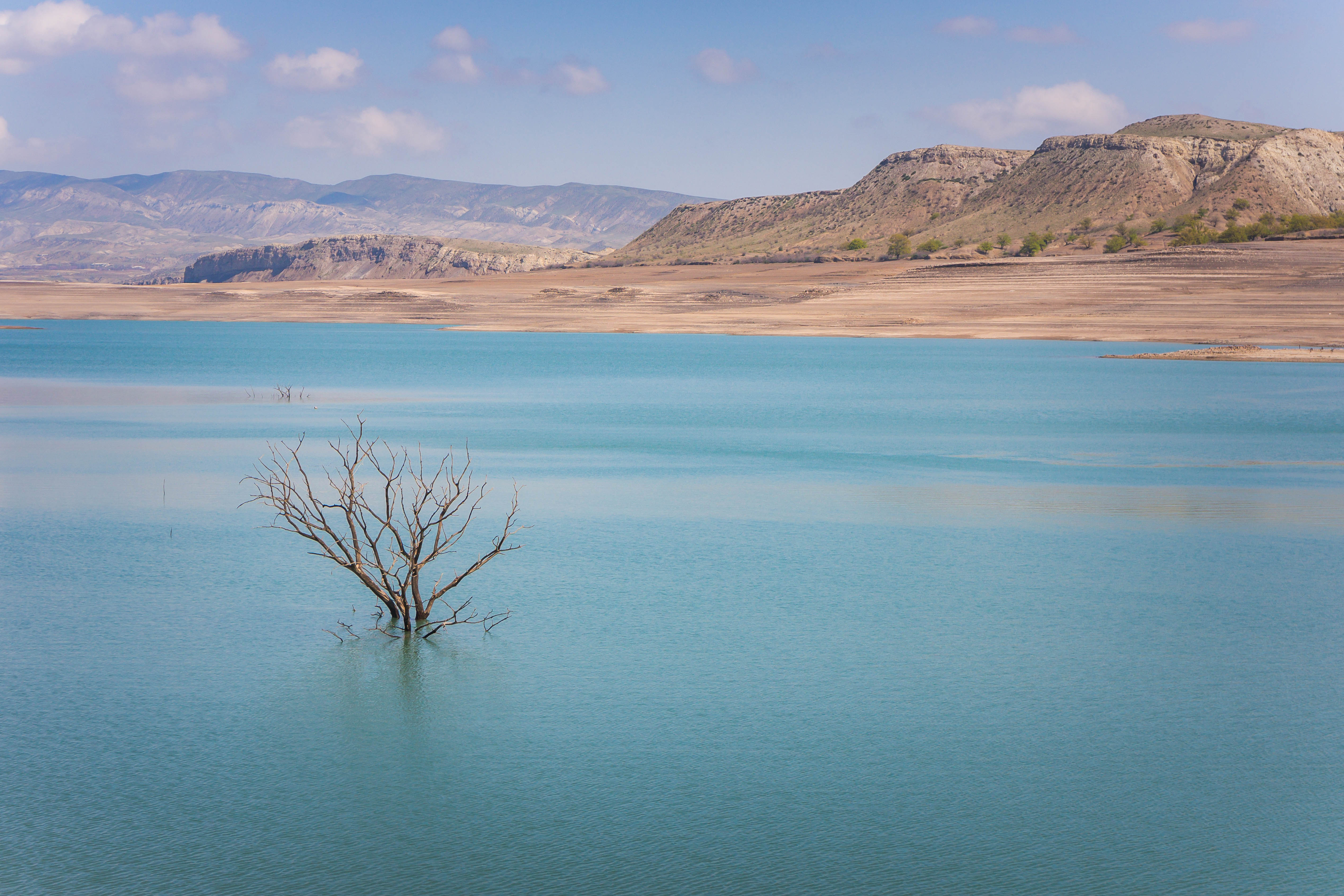
Au sud du Чиркейское водохранилище, le lac du barrage de Tchirkeïsk.